# Canzoniere del Lazio
Canzoniere del Lazio foi um dos mais importantes grupos folks italianos dos anos 1970, recordado sobretudo pela pesquisa do patrimônio folclorístico, antes lacial, depois italiano, e portanto, mediterrâneo.
O percurso do grupo e de seus membros se entrecruzou mais vezes com alguns entre os personagens mais empenhados do panorama do considerado folk revival, entre os quais, Mauro Pagani e Demetrio Stratos.

## História
Nascido em Roma como um quarteto acústico com duas vozes, o grupo publicou o primeiro disco em 1973. No ano sucessivo muda de gravadora e à formação adentram quatro músicos, entre os quais, Pasquale Minieri e Giorgio Vivaldi. O disco de 1974, Lassa sta' la me creatura inclui elementos do rock e jazz, além de demonstrar o lado mais experimental da banda, enfatizado mais uma vez em Spirito bono, no qual acha espaço a guitarra de Peter Kaukonen, já colaborador do grupo Jefferson Airplane, que produz também o disco.
Após importantes mudanças, entre as quais, o ingresso da sarda Clara Murtas, e diversos tours internacionais, o grupo produz, em 1977, Miradas, com fortes influências africanas, e Morra, no ano seguinte, com três longas suítes.
O projeto continuou a existir depois de 1978, ano da dissolução oficial, através do grupo Carnascialia.

## Formação
- Piero Brega - voz, guitarra (1972-1976)
- Sara Modigliani - voz, flauta (1972-1974)
- Carlo Siliotto - violino, guitarra, bandolim (1972-1978)
- Francesco Giannattasio - organeto, percussões, voz (1972-1976)
- Luigi Cinque - sax (1974-1976)
- Gianni Nebbiosi - sax (1974-1975)
- Pasquale Minieri - baixo, guitarra, bandolim (1974-1978)
- Giorgio Vivaldi - percussão (1974-1978)
- Piero Avallone - bateria, percussões, voz (1975-1978)
- Clara Murtas - voz, percussões (1976-1978)
- Maurizio Giammarco - sax, flauta, piano, percussões (1977-1978)
- Marcello Vento - bateria, percussões, voz (1977-1978)

## Discografia
- 1973 - Quando nascesti tune - Dischi del Sole (DS 1030/32)
- 1974 - Lassa sta' la me creatura - Intingo (ITGL 14003)
- 1976 - Spirito bono - Intingo (ITGL 14006)
- 1977 - Canzoniere del Lazio - Italien - Amiga (8-45142) Berlin DDR
- 1977 - Miradas - Cramps (CRSLP 5351)
- 1978 - Morra (album)|Morra - Intingo (ITLM 14503)